# Begemder
Begemder (también Gondar o Gonder por su capital) era una provincia en la región del noroeste de Etiopía. Su nombre puede provenir de Bega (Beja) y meder (tierra) (significando "tierra de los Bega o Beja"), como en una inscripción del Emperador Ezana de Aksum en la que se describe el traslado de 4400 bejas capturados en la conquista de una provincia todavía no localizada llamada Matlia.
La mención más antigua de Begemder se encuentra en el mapamundi de Fra Mauro, (c.1460), en la que la describe como un reino. El emperador Lebna Dengel, en su carta al rey Juan III de Portugal en 1526, también describe a Begemder como un reino, y a la vez como parte de su imperio. Durante el siglo XVIII, su capital era a Filakit Gereger, donde Ras Ali murió en 1788.
Al producirse en 1942 la restauración de la Casa Real Etíope, Semien fue añadida a Begemder. Al adoptarse la constitución de 1995, Begemder fue dividida entre las nuevas regiones étnicas (o kilil): Una franja en el rincón sudoeste pasó a formar parte de la Zona Metekel de la región Benishangul-Gumaz, otra franja en el lado noroeste sería integrada en la Zona Mi'irabawi de la región Tigray, y el resto formaría la base para la constitución de la Región Amara.

## Awrajas
La provincia estaba dividida en 7 awrajas (distritos).
- Chilga
- Debre Tabor
- Gayint
- Gondar
- Libo
- Simen
- Wegera